# Charles Alston (botânico)
Charles Alston (Hamilton, 24 de outubro de 1685 — Edimburgo, 22 de novembro de 1760) foi um botânico escocês.

## Biografia

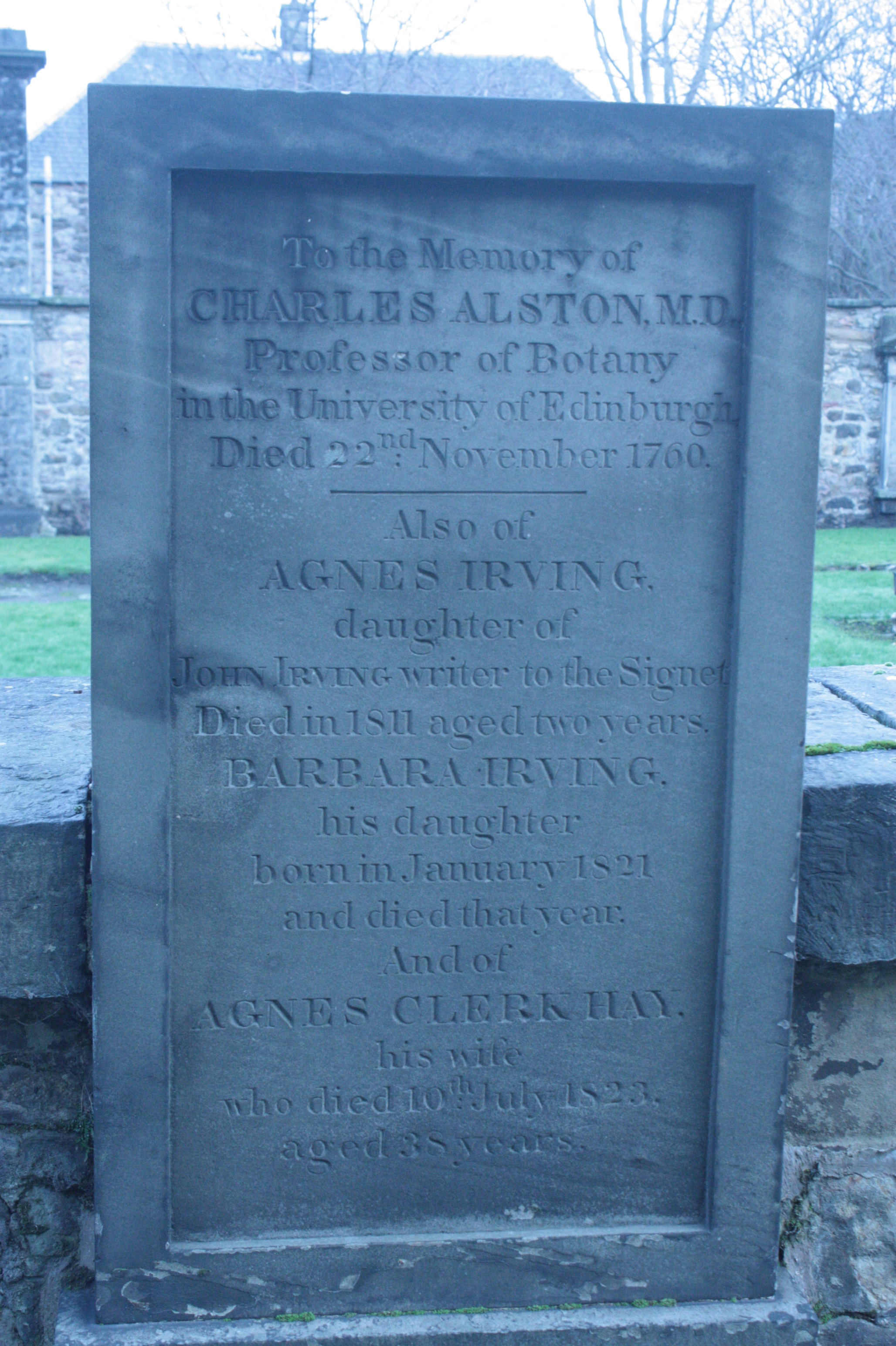
Túmulo de Charles Alston, Canongate Kirkyard, Edimburgo

Alston nasceu em Eddlewood, ao sul de Hamilton, foi criado pela duquesa de Hamilton, cujo desejo era que ele se formasse em Direito, porém, Alston preferiu estudar botânica e medicina. Em 1715 foi para Leiden estudar com o médico neerlandês Herman Boerhaave e, foi lá que conheceu o Doutor Alexander Monro. Quando os dois retornaram para a Escócia deram um novo impulso ao ensino da medicina. Alston foi nomeado professor de botânica e materia medica na Faculdade de Medicina de Edimburgo e também conseguiu em 1716, através da influência do duque de Hamilton, o cargo de botânico do Rei e guardião do jardim botânico, que ele enriqueceu com plantas trazidas dos Países Baixos. Os dois cargos ele manteve até sua morte em 1760.
Após a renúncia de George Preston, em 1738, Alston foi nomeado o quarto professor do Colégio de Botânica e materia medica, da Faculdade de Medicina. Deu um curso de palestras sobre botânica a cada verão e um sobre materia medica a cada inverno. Em 1740 publicou para uso dos estudantes, uma lista das plantas do Physic Garden, e em 1753 uma introdução à botânica, intitulada, Tyrocinium Botanicum Edinburgense. A nova era na área de botânica, que já havia sido anunciada, foi resumida pela publicação do Systema Naturae por Carolus Linnaeus, que estabeleceu a existência de sexo na vida das plantas. Infelizmente, como muitos de seus contemporâneos, Charles Alston resistiu ao novo sistema, e na verdade foi em sua introdução à botânica que ele atacou o sistema de classificação de Linnaeus.
Está sepultado no Canongate Churchyard, em Edimburgo. O gênero de árvore Alstonia recebe esse nome em sua homenagem.